# Église San Bartolomeo (Naples)
L'église San Bartolomeo est une ancienne église de Naples dédiée à saint Barthélémy, qui se trouve via San Bartolomeo, à peu de distance de la via Depretis et de la piazza del Municipio. Elle est aujourd'hui désaffectée.

## Histoire
L'église est fondée en 1455 par un certain Cristoforo Bozzaotra dit Astenesio qui en fit don à son fils Bartolomeo trois ans plus tard en 1458. L'église est construite dans le style de la Renaissance catalane qui était en vogue à Naples au XVe siècle et dont certains édifices témoignent encore de la grandeur.
Elle accède au rang d'église paroissiale en 1598 par la volonté du cardinal Gesualdo. Au XVIIIe siècle, elle est réaménagée en style rococo avec ses stucs caractéristiques, dont certains existent encore.
L'édifice s'inscrit dans un plan rectangulaire avec une nef à voûte en berceau et une petite coupole au-dessus de l'emplacement du maître-autel. La façade est fort simple avec un portail comprenant une architrave surmontée d'une grande fenêtre cintrée.
L'église sert désormais à un usage privé et elle ne conserve de son ancienne fonction que les stucs de la voûte et des traces d'un pavement de majolique. Les œuvres d'art qu'elle contenait ont toutes été dispersées ailleurs. Il s'agissait d'une toile, qualifiée de « très belle » par Galante, figurant le saint titulaire de la main du Salernitain Andrea Sabbatini (ou Andrea de Salerne) ; de deux tableaux représentant les apôtres du même peintre, même si Galante signale une autre attribution de l'avis de certains par Polidoro da Caravaggio et enfin une plaque rappelant la date de fondation.
Il n'y a pas d'indication concernant l'état de la fresque qui se trouvait sur la voûte et qui représentait Le Martyre de saint Barthélémy, signée par un peintre, M. Robertelli, en 1747.

## Source de la traduction
- (it) Cet article est partiellement ou en totalité issu de l’article de Wikipédia en italien intitulé « Chiesa di San Bartolomeo (Napoli) » (voir la liste des auteurs).